# Red Pollard

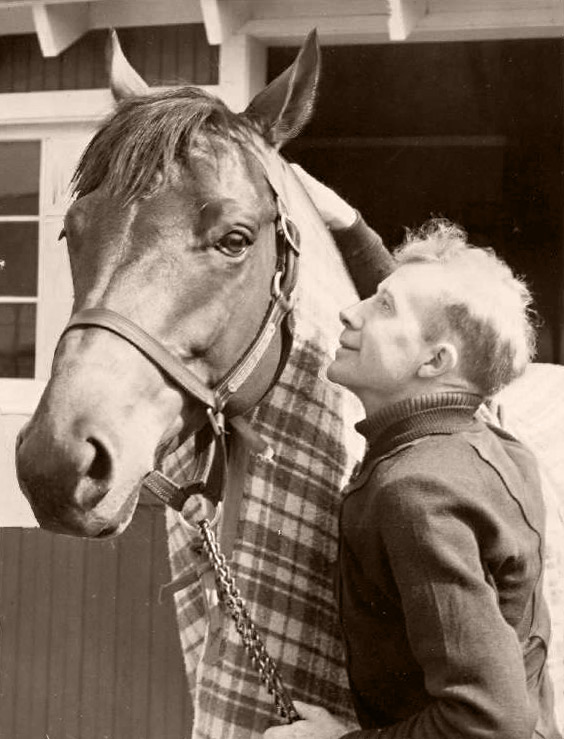
Red Pollard

John „Red“ M. Pollard (* 27. Oktober 1909 in Edmonton, Alberta; † 7. März 1981 in Pawtucket, Rhode Island) war ein kanadischer Jockey.
Obwohl er für einen Jockey zu groß war und bereits zu Beginn seiner Karriere infolge eines Trainingsunfalls an seinem rechten Auge erblindete, setzte er sich im Sport durch.
1936 wurde er als Jockey für den Hengst Seabiscuit angeheuert, welcher unter ihm zum erfolgreichsten Rennpferd der damaligen Zeit wurde.
Im Februar 1938 stürzte Pollard während eines Rennens schwer. Sein Pferd Fair Knightess begrub ihn unter sich, Pollard brach sich einige Rippen und einen Arm. Noch während der Genesungsphase erlitt er einen offenen Bruch am Bein. Während der Rekonvalenzzeit verliebte er sich in die Krankenschwester Agnes Conlon. Im darauffolgenden Jahr heirateten die beiden, aus der Ehe gingen zwei Kinder hervor.
1940 gewann er mit Seabiscuit das Santa Anita Handicap in Arcadia (Kalifornien), Seabiscuits letztes Rennen. Von insgesamt 30 Starts gewannen die beiden 18 Rennen.
1982 wurde Pollard in die Canadian Horse Racing Hall of Fame aufgenommen.
In dem Film Seabiscuit – Mit dem Willen zum Erfolg wird er von dem Schauspieler Tobey Maguire dargestellt.
| Personendaten    | Personendaten                         |
| ---------------- | ------------------------------------- |
| NAME             | Pollard, Red                          |
| ALTERNATIVNAMEN  | Pollard, John M. (vollständiger Name) |
| KURZBESCHREIBUNG | kanadischer Jockey                    |
| GEBURTSDATUM     | 27. Oktober 1909                      |
| GEBURTSORT       | Edmonton                              |
| STERBEDATUM      | 7. März 1981                          |
| STERBEORT        | Pawtucket                             |